# Champ de blé
Champ de blé est une peinture à l'huile sur toile du Hollandais Jacob van Ruisdael réalisée vers 1660. Elle est conservée au palais des Beaux-Arts de Lille depuis 1873.

## Description
Un ciel immense, traversé de droite à gauche par un roulement de nuages poussés par le vent où se débat un vol d'oiseaux, occupe les deux tiers du tableau. Dessous, une plaine légèrement vallonnée est plongée dans une semi pénombre. À gauche, à l'aplomb d'une éphémère trouée de ciel bleu, une parcelle blonde se détache. À droite, un cavalier vêtu d’une cape rouge et son chien, devancés par les silhouettes sombres d’un homme et d’un enfant, s'éloignent sur une route sinueuse, elle aussi frappée par un éclat de lumière.
Le tableau est entré dans les collections du palais des Beaux-Arts de Lille en 1873 avec le legs important effectué par Alexandre Leleux.

## Analyse
Le thème du coup de lumière sur un champ de blé a été repris de nombreuses fois par Jacob van Ruisdael. Vingt-sept exemples ont été recensés qui répondent à des règles de composition similaires : une vue en légère contreplongée d'un paysage dominé par un ciel encombré de lourds nuages qui occupe les deux tiers de la toile. La partie terrestre du paysage, qui occupe le dernier tiers, est formée d'un premier plan plongé dans l'ombre et, au second plan, d'éléments puissamment éclairés. Le spectateur, placé fictivement dans l’ombre, perçoit alors avec force l’effet de la lumière sur la couleur de la partie éclairée du tableau.
De nombreuses hypothèses ont été émises sur les intentions, symboliques ou politiques, des peintres paysagistes hollandais du XVIIe siècle dont Ruisdael est le maître. Mais quant à leur technique, on sait que s'ils attachaient une grande importance à la réalité observée dans la nature, leur objectif n'était pas de la reproduire. Il s'agissait plutôt d’assembler divers motifs paysagers pour obtenir un panorama d’ensemble qui produise une émotion esthétique. C'est notamment le cas ici, où le principal sujet du tableau reste le jeu de la lumière sur le paysage.